# Callipogon barbiflavum
Callipogon barbiflavum là một loài bọ cánh cứng trong họ Cerambycidae.